# La cruz de Iberia
La cruz de Iberia es una película española de 1990 dirigida por Eduardo Mencos y protagonizada por Steve Railsback, Scott Wilson, Laurence Ashley, Alejandra Grepi, Tim O'Connor y Antonio Dechent. Fue rodada en el ayuntamiento español de Hinojos.

## Sinopsis
Tras terminar la guerra de Corea a mediados de la década de 1950, un piloto del ejército estadounidense es trasladado a una base militar que su país acaba de instalar en España, que se encuentra en plena dictadura de Francisco Franco. Esto representará un problema para el estadounidense, pues en su país tiene ideas liberales totalmente opuestas a las franquistas.

## Reparto
- Steve Railsback es Novak
- Scott Wilson es Johnson
- Alejandra Grepi es Paloma
- Laurence Ashley es Sandra
- Tim O'Connor es Block
- Antonio Dechent es Gallo
- Aldo Sambrell es el capitán
- Joaquín Notario es Chato
- Marta May es la condesa